# ンコシ・ジョンソン
ンコシ・ジョンソン（Nkosi Johnson、1989年2月4日 - 2001年6月1日）は、南アフリカで後天性免疫不全症候群（エイズ）に母子感染して生まれた子供である。彼は12歳で亡くなったが、エイズに対する南アフリカ国民の認識に大きな影響を与えた。彼は、南アフリカのテレビ番組『グレート・サウス・アフリカン』で、「南アフリカ国民が選ぶ100人の南アフリカ人」の第5位となった。彼は、南アフリカにおいて生まれつきHIVに感染していた人の中で最も長く生存した。

## 生涯
ンコシは、1989年2月4日にダンハウザーの近くのズールー族の村で生まれた。父親は不明である。母親はエイズに罹患しており、彼も生まれつきHIV陽性であった。ンコシと母親は、ヨハネスブルグのエイズケアセンターに入院し、そこでボランティアワーカーのゲイル・ジョンソンと出会った。
財政的問題により、ンコシらが入院していたケアセンターは閉鎖された。ンコシの母親の病状は急速に悪化しており、彼女は健康状態と経済的問題のためにンコシを育てることができなかった。また、母子ともにHIV陽性であることから、コミュニティから疎外されることを恐れた。ゲイル・ジョンソンがンコシの世話をすることとなり、彼の里親となった。
ゲイルはンコシをヨハネスブルグ郊外のメルヴィルの小学校に入学させようとしたが、HIV陽性であることを理由に入学を拒否された。1997年、ゲイルはこの問題を法廷に持ち込んだ。南アフリカの憲法では医学的な状態を理由とする差別を禁じており、この事件は国内で大きな問題となった。この裁判でゲイルは勝訴し、南アフリカの教育システムにおけるエイズの子供を差別する入学規定が改正されることとなった。
ンコシの生みの親は、彼が小学校に入学した年に亡くなった。彼の病状も少しずつ悪化していたが、薬と治療によって、普通の生活を送ることができた。
ンコシは、それまでの自分の体験から、子供と母親が偏見や差別を受けることなく自由に生活できるエイズケアセンターを設立することを考えるようになった。1999年、ンコシはゲイルと共に、ヨハネスブルグにHIV陽性の母親とその子供たちのための避難所、ンコシズ・ヘイブン(Nkosi's Haven) を開設した。
ンコシは、2000年7月にダーバンで開かれた第13回国際エイズ会議で基調講演を行い、エイズに罹患している人たちに対し、この病気について隠さず公にし、平等な治療を求めるよう奨励した。ンコシは講演を次の言葉で終えた。
彼の最期の1年間は、エイズによる深刻な脳損傷とウイルス感染に苦しんだ。彼は寝たきりとなり、やせ衰え、発作に苦しみ、固形の食品を食べることができなくなった。彼は2001年6月1日、睡眠中に亡くなった。ヨハネスブルグで葬儀が行われ、何千人もの人が参列した。ンコシはヨハネスブルグのウェストパーク墓地に埋葬された。
ネルソン・マンデラは、ンコシを「人生の闘いのアイコン」と呼んだ。2005年11月、キッズライツ財団による第1回国際子ども平和賞がンコシに贈られ、ゲイルが代理でミハイル・ゴルバチョフから賞を受け取った。